# Kutschenberg
Le Kutschenberg est une colline en Allemagne située à cheval de la frontière entre les arrondissements de Haute-Forêt-de-Spree-Lusace en Brandebourg et de Meissen en Saxe. Elle fait partie des Kmehlener Berge. Son sommet d’une altitude de 201 m se trouve quelques mètres au nord de la frontière juste en Brandebourg, en faisant le sommet le plus haut de ce Land. Cependant, le point culminant du Brandebourg se trouve à 201,4 m, environ 11 km à l’ouest du Kutschenberg près de Gröden, sur la Heidehöhe, un point sur le flanc nord du Heideberg, dont le sommet est en Saxe. 

## Géographie

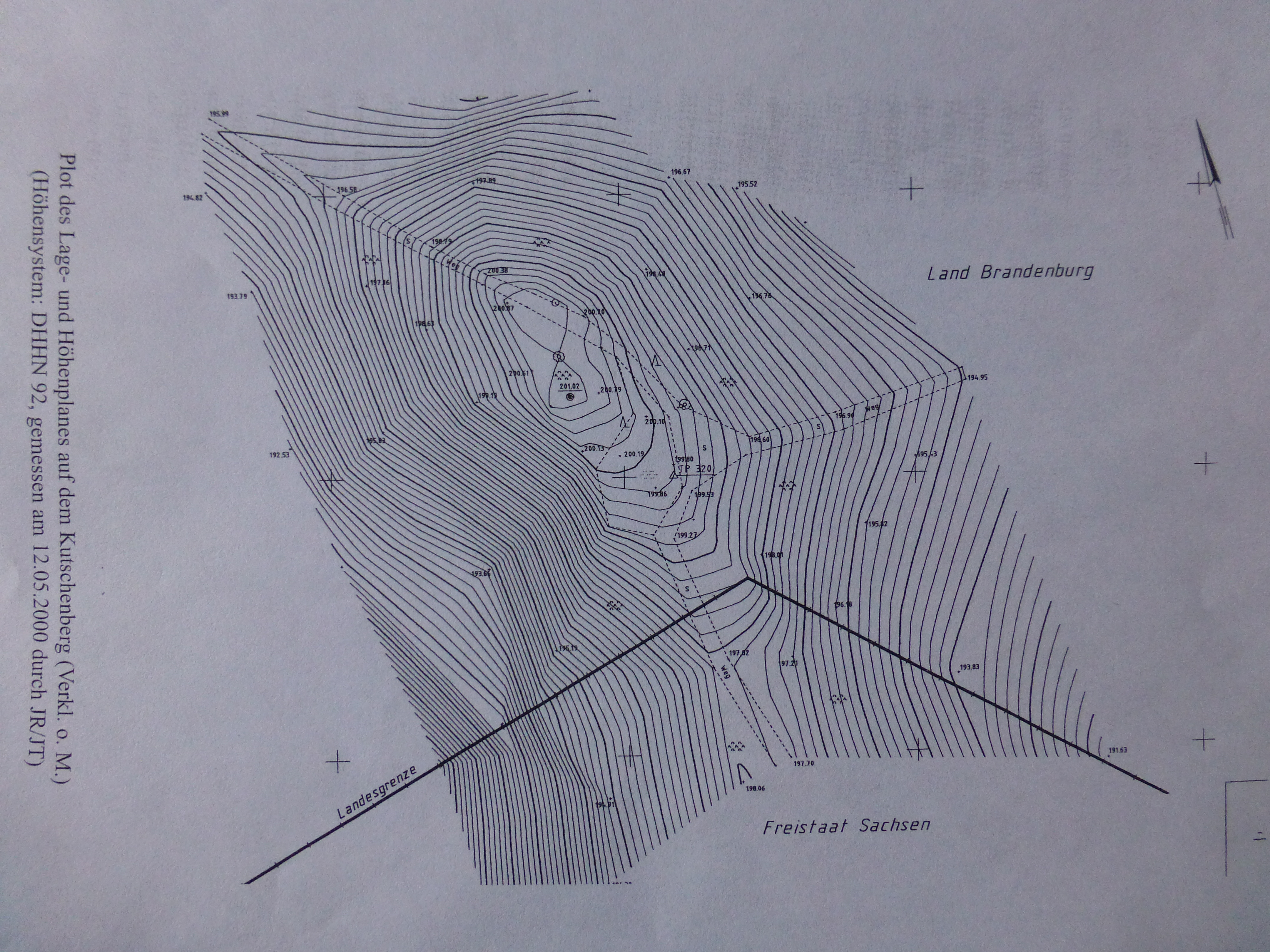
Carte du Kutschenberg.

Le Kutschenberg s'élève à l'est des Kmehlener Berge. Son point culminant se trouve sur le territoire de la commune de Großkmehlen à 1,5 km au sud du village du même nom et à 2,5 km à l'ouest-sud-ouest de la ville d'Ortrand. Au-delà de la frontière de la Saxe se trouvent le village de Blochwitz (un district de Lampertswalde) au sud-ouest et le village de Linz (district de Schönfeld) au sud-sud-est. La Bundesautobahn 13 lui passe à l’est. La colline est boisée.

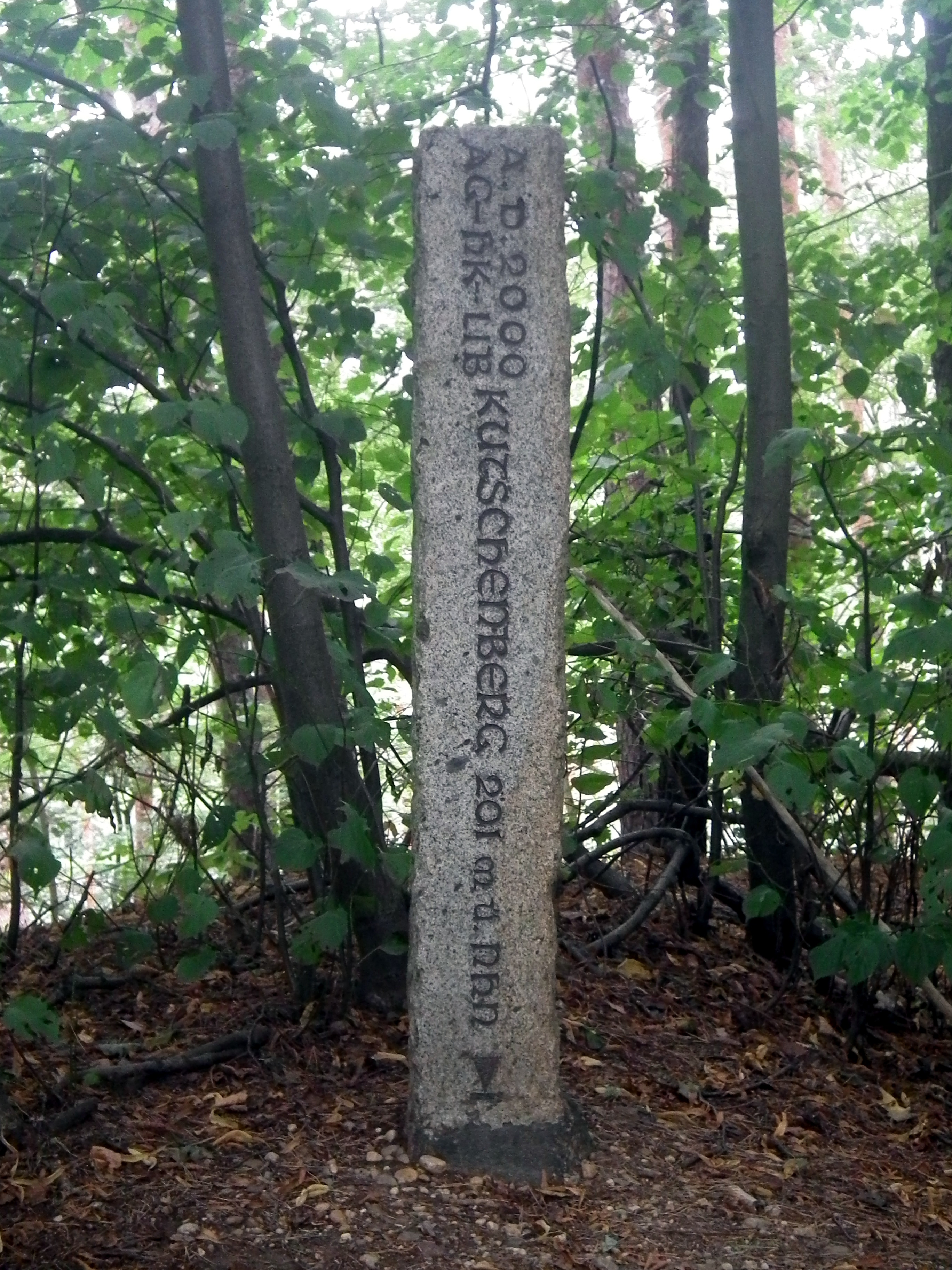
Stèle sur le sommet du Kutschenberg.

Des mesures d'altitude sont effectuées en 2000 qui montrent que le Kutschenberg, avec ses 201 m, est la montagne la plus haute du Land de Brandebourg. À cet égard, une petite stèle de granit a été érigée en 2011 sur son sommet, qui n'est que légèrement surélevé par rapport aux environs, sur laquelle est inscrit : « KUTSCHENBERG 201 m ü. NHN ». Près du sommet, il y a un point trigonométrique à 199,7 m de hauteur.

## Activités
Sur le versant nord-est du Kutschenberg, à environ 400 m du sommet, se trouve un circuit de course tout-terrain où des courses de voitures et de motos sont régulièrement organisées.